# Natib
Der Mount Natib ist ein erloschener Schichtvulkan, der eine Höhe von 1.253 Meter über dem Meeresspiegel erreicht. Er liegt in den Zambales-Bergen, in der nördlichen Region der Bataan Halbinsel im Bataan-Nationalpark, südlich des Vulkans Pinatubo. Im Gipfelbereich des Natib erstreckt sich eine 6 × 7 km große Caldera und die kleinere Pasukulan Caldera. 
Ein Ausbruch des Natib ist nicht bekannt, es wird jedoch vermutet, dass sich der letzte Ausbruch im späten Pleistozän oder dem frühen Holozän ereignet hatte, eine genauere Untersuchung und Datierung steht noch aus. Im Bereich des Natib befinden sich mit den Mamot-, Tigulangin-, Uyong- und Paipit Springs mehrere Thermalquellen, deren Wassertemperatur zwischen 30 und 56 °C beträgt.
Der Natib wird vom „Philippine Institute of Volcanology and Seismology“ als „potenziell aktiv“ eingestuft.